# SN 2002bk
SN 2002bk – supernowa typu Ia odkryta 9 lutego 2002 roku w galaktyce A090226-0917. W momencie odkrycia miała maksymalną jasność 18,50m.